# Frank Le Gall

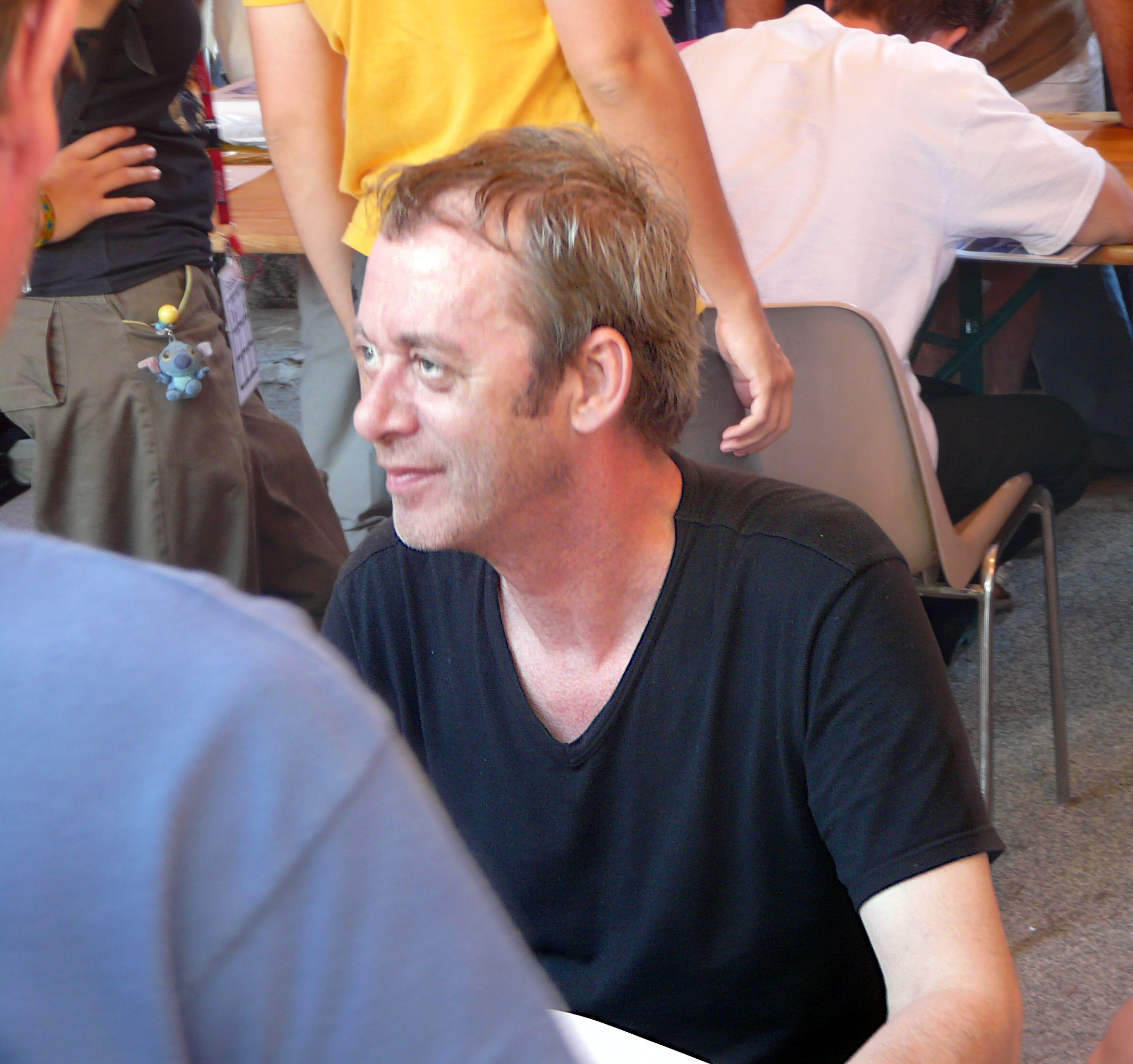
Frank Le Gall (2008)

Frank Le Gall (* 23. September 1959 in Rouen) ist ein französischer Comiczeichner.

## Leben
Um 1981 zeichnete Le Gall erste Geschichten für das Magazin Spirou, bevor er ab 1987 mit seiner Albenserie Theodor Pussel („Théodore Poussin“) international erfolgreich war. Die Serie spielt in den 1920er Jahren und handelt von den Abenteuern eines bebrillten Reedereiangestellten, der ins ferne Asien reist. In Frankreich erschienen weitere Serien von Le Gall, darunter der Kindercomic Les Barbutins und Petits Contres noirs, das sich durch schwarzen Humor auszeichnet. Außerdem verfasste Le Gall zwei Romane.

## Alben
- Theodor Pussel (zwölf Alben, Carlsen Verlag/Salleck, 1990–2006)
- Ein Fest für den Weihnachtsmann (Carlsen Verlag/Salleck 1997)
- Herrn Hases haarsträubende Abenteuer: Frühlingserwachen (Carlsen Verlag 2001), nur Text, Zeichnungen: Lewis Trondheim
- Spirou und Fantasio Spezial: Die Sümpfe der Zeit (Carlsen Verlag, 2008)

## Auszeichnungen und Preise
- 1992: Max-und-Moritz-Preis: Beste deutschsprachige Comic-Publikation: Theodor Pussel